# 후지사키 류
후지사키 류(藤崎竜, ふじさき りゅう, 1971년 3월 10일 - )는 일본의 만화가이고 공학계 전문학교를 졸업했다.
아오모리현 시모키타군 가와우치 초(현재의 무쓰시) 출신이다. 초기의 무렵의 펜 네임은 한자는 같지만 ふじざきりゅう라고 읽혀졌다. 시스템 기술자가 되는 것이 꿈이었지만, 재학 중에 만화가를 목표로 하게 되어 데뷔했다. 취미는 텔레비전 게임이다.
대표작으로는 "선계전 봉신연의"가 있다.